# Turm von Gömeç
Koordinaten: 36° 29′ 25″ N, 34° 8′ 8″ O

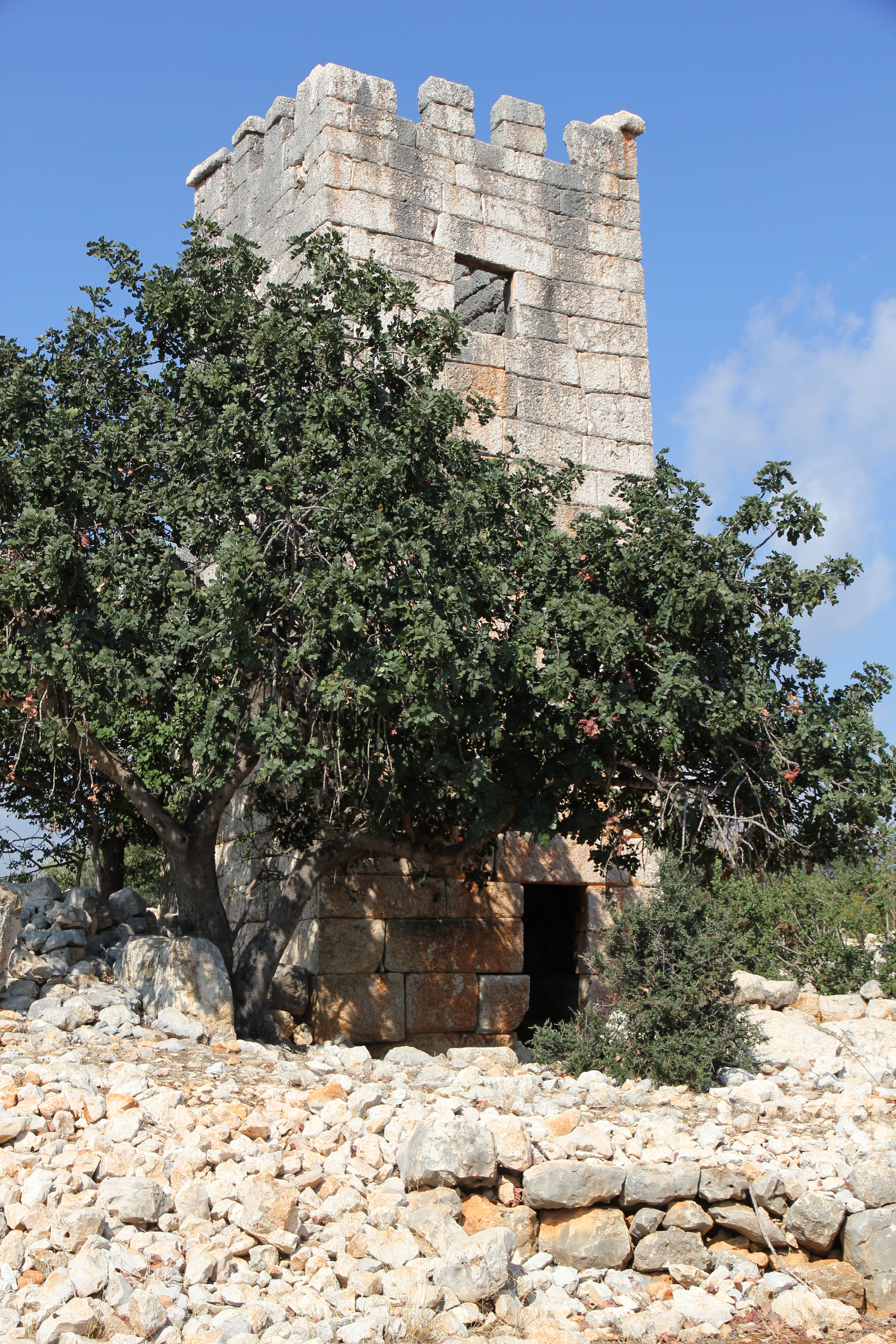
Turm von Süden

Der Turm von Gömeç (türkisch Gömeç Kalesi, Burg von Gömeç genannt) ist ein antiker Wachtturm im Rauen Kilikien in der Südtürkei.

## Lage
Der Wachtturm steht im Landkreis Erdemli der Provinz Mersin, etwa drei Kilometer nördlich von Kızkalesi und 20 Kilometer südwestlich von Erdemli. Er liegt mit den umgebenden Mauerresten auf einer Höhe von 240 Metern im bergigen Hinterland von Kızkalesi, dem antiken Korykos, an einer Straße, die von dort an der Ostseite des Tales Şeytan Deresi entlang, vorbei an den Felsgräbern von Adamkayalar und den Siedlungsresten von Demirciören und Hıdırlı, über Hüseyinler nach Cambazlı und weiter nach Uzuncaburç, dem antiken Olba, führt. In etwa 500 Metern Entfernung liegt im Südwesten der ältere Turm von Gücük, zwei Kilometer südöstlich der Turm von Sarayın und drei Kilometer südwestlich der Turm von Akkum. Die Reihe wird etwa vier Kilometer südwestlich mit dem Turm von Boyan abgeschlossen.

## Beschreibung
Der im Mauerwerk fast vollständig erhaltene Turm ist 11,32 Meter hoch und hat eine untere Grundfläche von etwa 4,70 × 4,70 Metern, die sich nach oben auf etwa 4,20 × 4,20 Meter verjüngt. Er ist ohne Mörtel aus Quadern in pseudo-isodomer Technik gemauert, das heißt, die Steine sind innerhalb der Schichten jeweils gleich groß, können aber in verschiedenen Schichten unterschiedlich sein. Die Höhe der Steine schwankt zwischen 80 und 30 Zentimetern. In der Südseite befindet sich rechts die Tür mit Maßen von 1,90 × 0,96 Metern. Darüber ist außen eine Reihe von 13 Balkenlöchern zu erkennen, die, in einer späteren Verwendungsphase, der Errichtung einer Laube dienten. Im ersten Stock (von vier) ist ein sehr unauffällig wieder verschlossenes Fenster zu erkennen, im zweiten ein Schlitzfenster und im dritten ein quadratisches Fenster mit etwa 85 Zentimetern Seitenlänge. Die West- und Ostwand haben jeweils im dritten Geschoss ein Fenster, das aber später mit kleinen Bruchsteinen wieder zugemauert wurde. Im Westen findet sich noch ein Schlitzfenster im ersten Stockwerk, die Nordseite ist ohne Öffnung. 
Die Tür öffnete sich nach rechts innen, dort sind die Stelle für das Ankereisen und unten die Angelpfanne (der Drehpunkt der Türangel) zu erkennen. Sie war von innen mit Balken und zwei Riegeln sowie von außen durch einen Riegel zu verschließen. Im Inneren sind an den Wänden Balkenlöcher für vier Stockwerke zu erkennen, die untersten direkt über dem Türsturz. Im ersten, dritten und vierten Stock verliefen demnach die Balken von Norden nach Süden, im zweiten von Osten nach Westen. Das oberste Stockwerk bildete die Kampfplattform, die von zwei Steinschichten und den Zinnen umgeben war. Diese sind noch fast vollständig vorhanden, bei einigen ist noch der sattelförmige obere Abschluss in situ erhalten.
In der näheren Umgebung des Turmes sind Mauerreste von verschiedenen Gebäuden zu sehen, darunter eine Ölpresse.

## Türme im Rauen Kilikien
Im Rauen Kilikien, besonders im Gebiet zwischen den Flüssen Kalykadnos, heute Göksu, und Lamos, heute Limonlu, finden sich zahlreiche Türme aus späthellenistischer Zeit bis in die römische Kaiserzeit. Teils freistehend, teils in Siedlungen und Festungsanlagen eingebaut, ist allen gemeinsam erkennbar die Funktion als Wachtturm. Sie dienten der Verteidigung gegen Angriffe, hauptsächlich durch Piraten, die sich hier niedergelassen hatten, nachdem die Herrschaft über das Gebiet im 2. Jahrhundert v. Chr. von den Seleukiden an die Römer übergegangen war. Fünf freistehende Türme (Akkum, Boyan, Gömeç, Sarayın und Yalama) in isodomer Bauweise gruppieren sich um Korykos und Elaiussa Sebaste, die sich um die Jahrtausendwende als Metropolis der Region abwechselten. Bei ihnen lässt sich zusätzlich eine Wohn- und Lagerfunktion erkennen. In den unteren, lichtlosen Stockwerken konnten Lebensmittel wie Getreide gelagert werden, ebenfalls dienten sie als Rückzugsort der Bewohner der näheren Umgebung. Von den oberen, zinnenbewehrten Plattformen aus konnten sie von Bogenschützen verteidigt werden. Anhand der gleichartigen Bauweise und der Tatsache, dass sie sich in einer Entfernung von drei bis fünf Kilometern voneinander befanden, können sie als zusammengehörige Gruppe mit Wach- und Signalcharakter betrachtet werden. Ihre vermutliche Entstehungszeit wird eingegrenzt durch das Ende der seleukidischen Herrschaft 133 v. Chr., die Besiegung der Piraten 65 v. Chr. durch Pompeius und als spätesten Zeitpunkt 74 n. Chr., als das Gebiet römische Provinz wurde.

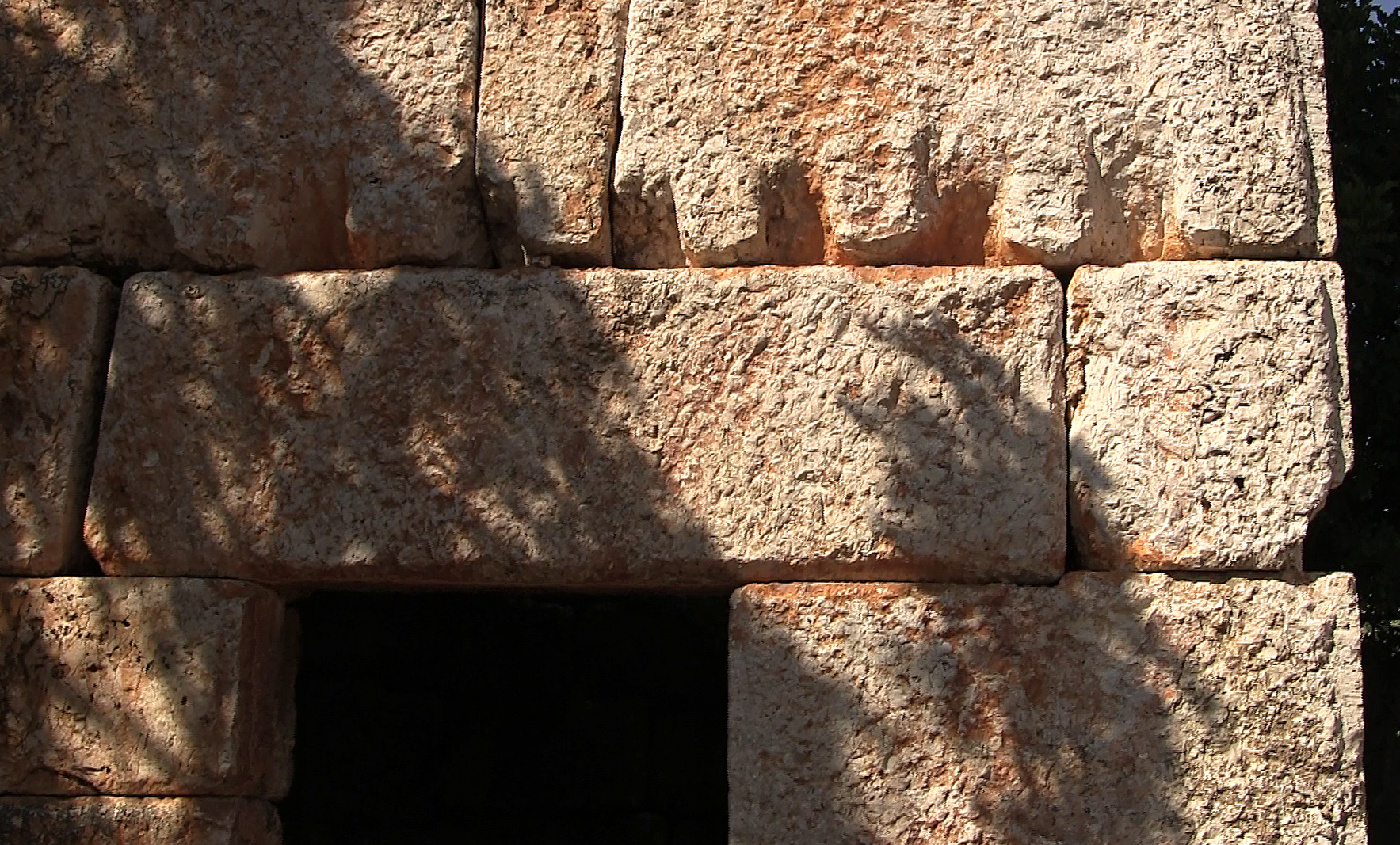
Tür mit Balkenlöchern von außen
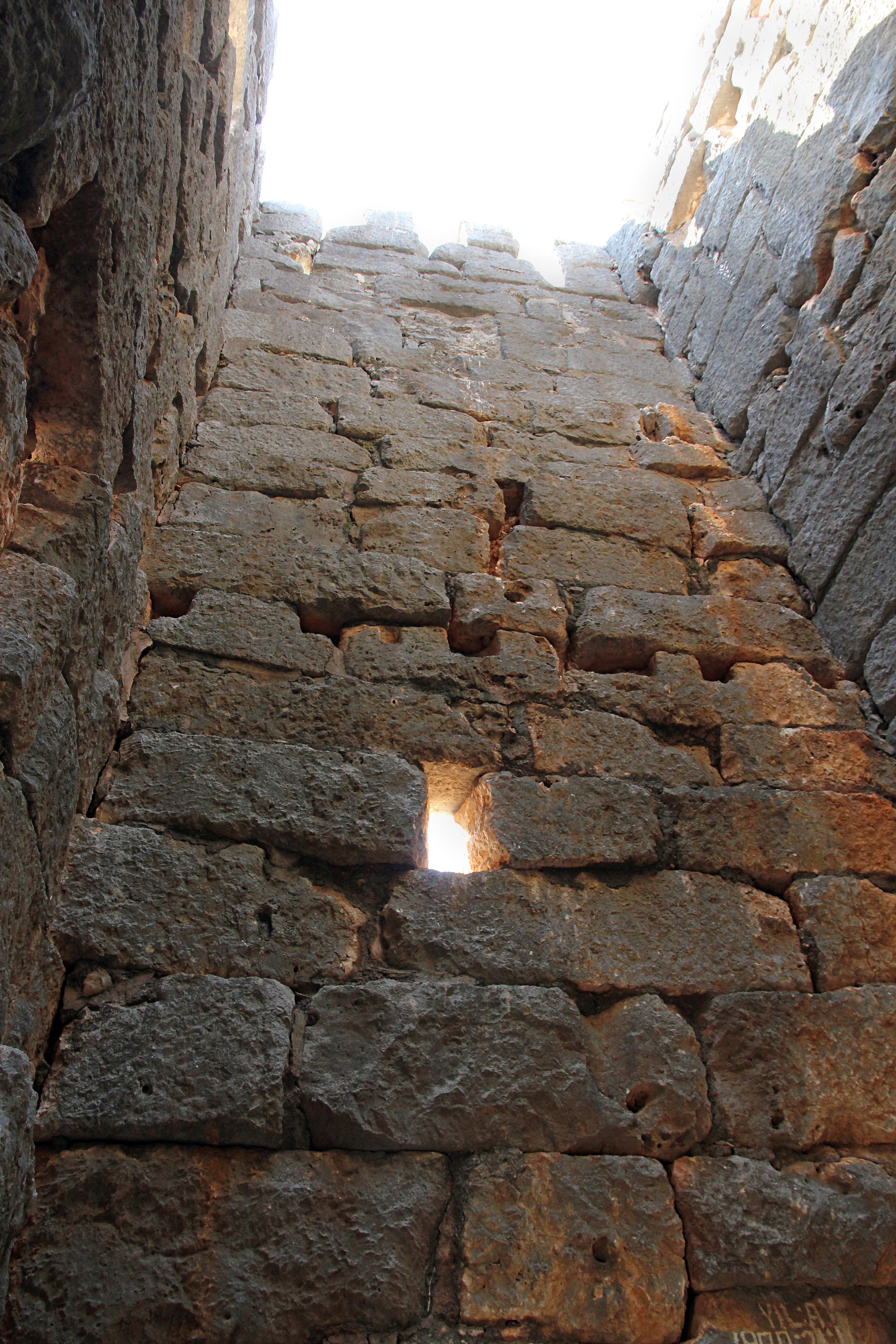
Westwand innen mit Balkenlöchern
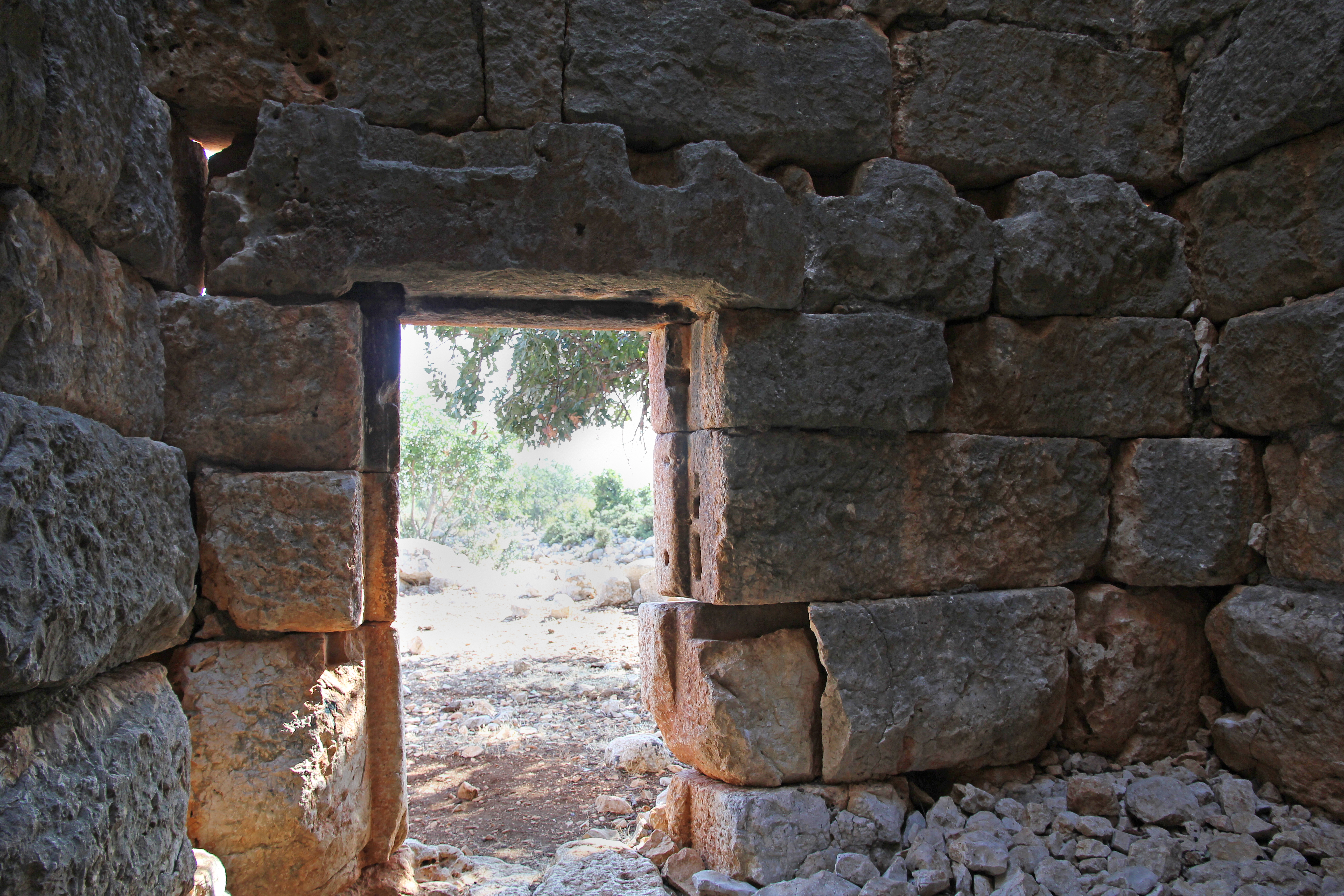
Tür von innen
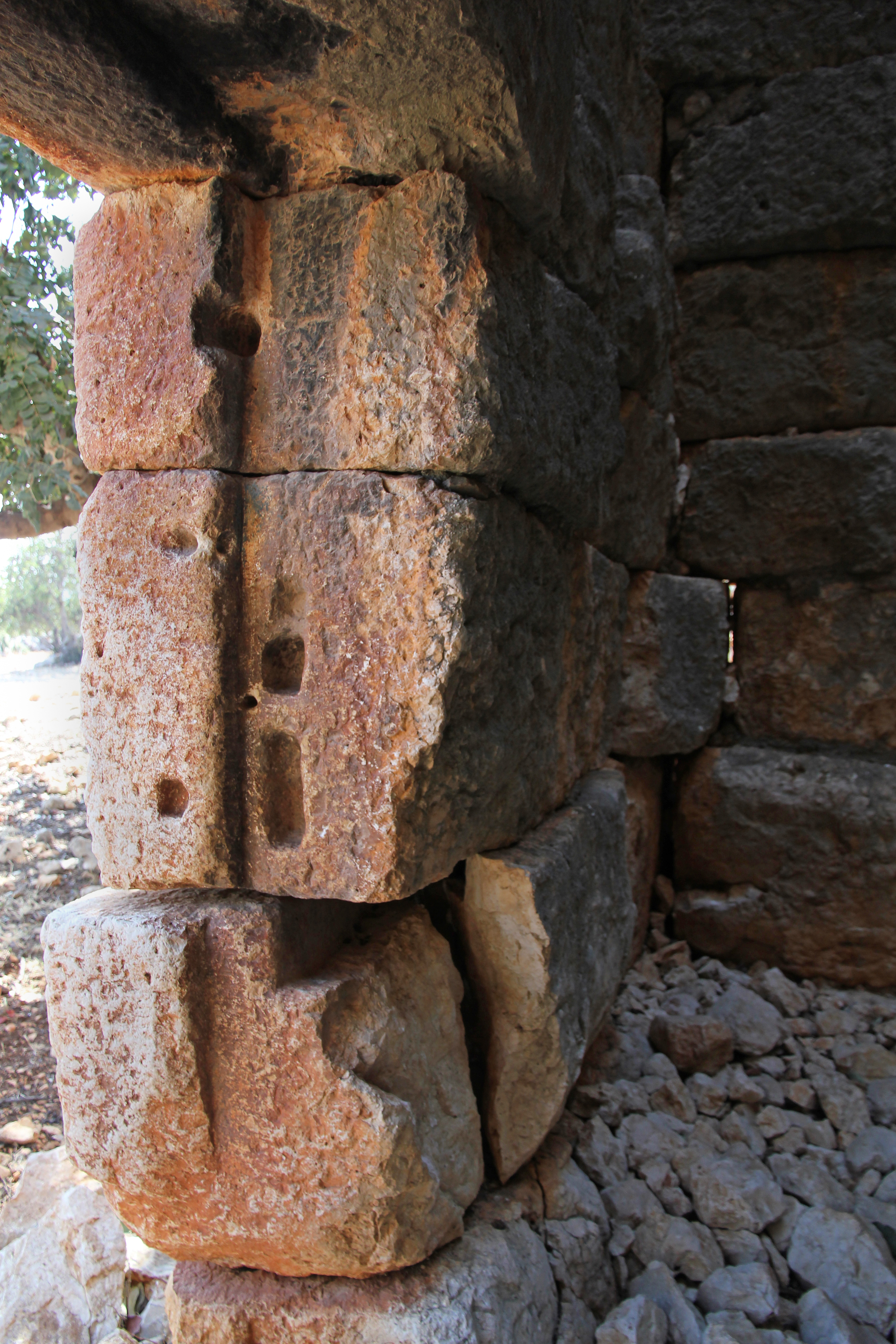
Türverschlüsse